# Operacja Marigold
Operacja Marigold – rajd przeprowadzony podczas II wojny światowej przez oddział złożony z żołnierzy brytyjskiego 2-go pułku SAS 30 maja 1943 roku na wschodnim wybrzeżu Sardynii. Celem operacji było pochwycenie jeńców z zamiarem ich przesłuchania i zdobycia danych wywiadowczych dotyczących obrońców wyspy. Oddział, składający się z żołnierzy 2 pułku SAS oraz kilku żołnierzy SBS został przetransportowany w pobliże wschodniej części wyspy przy pomocy okrętu podwodnego. Desant został przeprowadzony nocą, z 30 maja na 1 czerwca przy użyciu pontonów. Krótko po wylądowaniu, oddział został wykryty i ostrzelany z broni maszynowej ulokowanej na szczycie klifu, przez co został zmuszony do odwrotu w stronę plaży i pozostawionych tam łodzi którymi powrócił na pokład okrętu. W wyniku przedwczesnego wykrycia nie osiągnięto celu operacji, podczas odwrotu zaginął jeden z żołnierzy oddziału.